# Calliactis variegata
Calliactis variegata är en havsanemonart som beskrevs av Addison Emery Verrill 1869. Calliactis variegata ingår i släktet Calliactis och familjen Hormathiidae. Inga underarter finns listade i Catalogue of Life.